# Sąd relacyjny
Sąd relacyjny – sąd królewski w I Rzeczypospolitej. Przewodniczył w nim monarcha, asesorami byli obecni na dworze senatorowie.
Jego właściwość obejmowało rozpatrywanie odwołań od sądów lenn Korony Królestwa Polskiego, sądu asesorskiego, sądu biskupa prawosławnego po 1676 roku oraz spory o cerkwie i ich uposażenie pomiędzy Kościołem prawosławnym a greckokatolickim zaistniałe po unii brzeskiej.